# Snefrid Aukland
Snefrid Aukland, född 5 oktober 1884 i Kristiania (nuvarande Oslo), död 1970, var en norsk skådespelare.
Aukland filmdebuterade 1928 i Ragnar Westfelts Viddernas folk och  medverkade sammanlagt i fem filmer 1928–1951. Hon var också verksam vid Det Nye Teater 1929–1932 och vid Nationalteatret 1952–1961.

## Filmografi
- 1928 – Viddernas folk
- 1931 – Det stora barndopet
- 1942 – Nordlandets våghals
- 1944 – Ti gutter og en gjente
- 1951 – Storfolk og småfolk